# ناصر دجيجا
ناصر دجيجا (مواليد 15 نوفمبر 2002) هو لاعب كرة قدم بوركيني يلعب كمدافع في نادي بازل.

## روابط خارجية
- ناصر دجيجا على موقع الاتحاد الأوربي (الإنجليزية)
- ناصر دجيجا على موقع إي إس بي إن إف سي (الإنجليزية)
- ناصر دجيجا على موقع قاعدة بيانات كرة القدم.إي يو (الإنجليزية)
- ناصر دجيجا على موقع بيانات كرة القدم. دي إي (الألمانية)
- ناصر دجيجا على موقع ناشيونال فوتبول تيمز (الإنجليزية)
- ناصر دجيجا على موقع Soccerbase.com (لاعب) (الإنجليزية)
- ناصر دجيجا على موقع Soccerway.com (الإنجليزية)
- ناصر دجيجا على موقع عالم كرة القدم.نت (الإنجليزية)